# Fédération de Bosnie-Herzégovine de basket-ball
La Fédération de Bosnie-Herzégovine de basket-ball ou KSBiH, (Košarkaški savez Bosne i Hercegovine en bosnien) est une association, fondée en 1992, chargée d'organiser, de diriger et de développer le basket-ball en Bosnie-Herzégovine.
La KSBiH représente le basket-ball auprès des pouvoirs publics ainsi qu'auprès des organismes sportifs nationaux et internationaux et, à ce titre, la Bosnie-Herzégovine dans les compétitions internationales. Elle défend également les intérêts moraux et matériels du basket-ball bosnien. Elle est affiliée à la FIBA depuis 1992, ainsi qu'à la FIBA Europe.